# 산화 구리(I)
산화 구리(I)(영어: copper(I) oxide)은 화학식이 Cu2O인 화합물이다. 산화 구리(I)은 주된 구리 산화물이다.

## 같이 보기
- 산화 구리(II)